# Pseudoctenus meneghettii
Espèce
Pseudoctenus meneghettii est une espèce d'araignées aranéomorphes de la famille des Zoropsidae.

## Distribution
Cette espèce se rencontre au Kenya et au Burundi.

## Publication originale
- Caporiacco, 1949 : Aracnidi della colonia del Kenya raccolti da Toschi e Meneghetti negli anni 1944-1946. Commentationes Pontificiae Academia Scientarum, vol. 13, p. 309-492.